# Трансформатор напруги

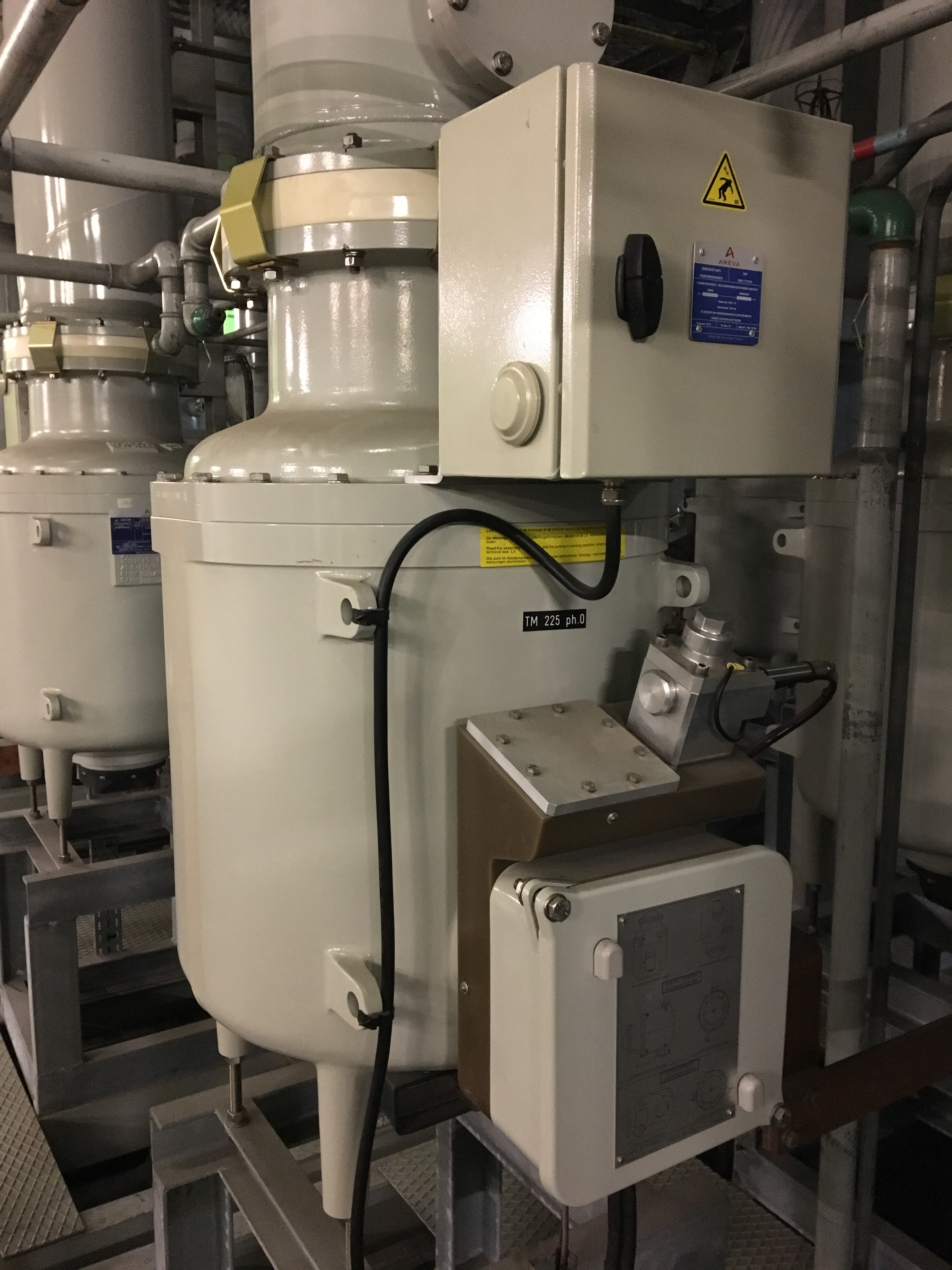
Трансформатор напруги 225 кВ/100В

Трансформа́тор напру́ги (англ. voltage transformer; VT) — вимірювальний трансформатор, у якому за нормальних умов використання вторинна напруга є пропорційною до первинної напруги та за умови правильного вмикання зміщена відносно неї за фазою на кут, близький до нуля.
Трансформатор напруги використовують для перетворення високої напруги на низьку в колах релейного захисту та контрольно-вимірювальних приладів і автоматики. Застосування трансформатора напруги дає змогу ізолювати логічні кола захисту і кола вимірювання від кіл високої напруги.

## Конструктивні особливості

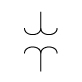
Умовна познака трансформатора напруги на електричних схемах

Трансформатори напруги застосовують у розподільних пристроях середньої та високої напруги, й призначені для передавання інформаційних сигналів вимірювальним пристроям, лічильникам, а також пристроям захисту й керування, тому вони, як і трансформатори струму, мають декілька вторинних обмоток. Трансформатори напруги зазвичай є однофазними і застосовуються у розподільних пристроях комплектами з трьох трансформаторів, кожний з яких має тільки одну первинну обмотку з великою кількістю витків, набагато більшою, ніж кількість витків вторинних обмоток.
В одних конструкціях первинна обмотка може бути повністю ізольованою від системи уземлення: незаземлюваний трансформатор напруги (англ. unearthed voltage transformer) — трансформатор напруги, у якого всі частини первинної обмотки, разом з виводами, є ізольованими від землі на рівень, відповідний до нормованого рівня ізоляції. Інша конструкція: заземлюваний трансформатор напруги (англ. earthed voltage transformer) — однофазний трансформатор напруги, один кінець первинної обмотки якого призначений для глухого заземлення, або трифазний трансформатор напруги, у якого спільна точка з'єднаної у зірку первинної обмотки, призначена для глухого заземлення.
Використовується також трансформатор напруги нульової послідовності (англ. residual voltage transformer) — трифазний трансформатор напруги або група з трьох однофазних трансформаторів напруги, які мають вторинні обмотки, з'єднані у розімкнений трикутник так, аби поміж відповідними виводами отримати напругу, яка відповідає напрузі нульової послідовності що існує у прикладеній до первинних виводів, трифазній напрузі.

## Види і застосування
Трансформатори напруги для мереж високих напруг — це апарати зовнішнього встановлення, які є герметичним, заповненим трансформаторним маслом або елегазом металевим баком на металевій основі, яка з'єднана з системою заземлення. Всередині баку змонтоване осердя трансформатора з первинною та вторинними обмотками. Ці трансформатори зазвичай мають один первинний термінал, який знаходиться на верхній частині прохідного ізолятора, прикріпленого до верхньої частини баку. Виводи вторинних обмоток розташовано в окремому боксі закріпленому на основі трансформатора.
Трансформатори, побудовані за такою схемою, застосовуються у мережах з номінальною напругою до 230 кВ. При вищих номінальних напругах застосовуються каскадні та ємнісні трансформатори напруги.
В каскадному (індуктивному) трансформаторі напруги (англ. Cascade (inductive) voltage transformer) первинна обмотка рівномірно розподілена поміж двома або більше ізольованими магнітопроводами, що електромагнітно зв'язані відповідним чином. Потужність пересилається до вторинної обмотки, яка розташована на магнітопроводі з обмотками, котрі мають потенціали, найближчі до потенціалу землі.
В ємнісному трансформаторі напруги (англ. capacitor voltage transformer; CVT) ємнісний подільник і електромагнітний пристрій виконані та з'єднані таким чином, що вторинна напруга електромагнітного пристрою пропорційна первинній напрузі і відрізняється від неї за фазою на кут, близький до нуля в разі правильного з'єднання.
За призначенням трансформатор напруги буває:
- трансформатор напруги для вимірювань (англ. мeasuring voltage transformer)[8] — трансформатор напруги, призначений для пересилання інформаційного сигналу до засобів вимірювань;
- трансформатор напруги для захисту (англ. protective voltage transformer)[9] — трансформатор напруги, призначений для пересилання інформаційного сигналу пристроям захисту та (або) керування;
- трансформатор напруги подвійного призначення (англ. dual purpose voltage transformer)[10] — трансформатор напруги з одним магнітопроводом, що виконує дві функції — вимірювальну та захисну. У такого трансформатора може бути одна чи декілька вторинних обмоток;
- узгоджувальний трансформатор напруги (англ. voltage matching transformer)[11] — трансформатор напруги для узгодження номінальної вторинної напруги основного трансформатора та номінальної напруги навантаження.

## Основні характеристики
Основними кількісними характеристиками трансформатора напруги, є номінативна первинна напруга (англ. rated primary voltage), номінативна вторинна напруга (англ. rated secondary voltage), а також клас точності (англ. accuracy class), який визначає встановлені стандартом ДСТУ ІЕС 60044-2 межі похибки напруги та кутової похибки при визначених умовах роботи трансформатора.